# Miropotes chookolis
Miropotes chookolis är en stekelart som beskrevs av Austin 1990. Miropotes chookolis ingår i släktet Miropotes och familjen bracksteklar. Inga underarter finns listade i Catalogue of Life.